# 竹駒神社
竹駒神社（たけこまじんじゃ）は、宮城県岩沼市中心部にある稲荷神社である。旧社格は県社で、第二次大戦後は神社本庁の別表神社となった。
別名竹駒稲荷とも呼ばれ、旧称は武隈明神（たけくまみょうじん）。日本三大稲荷の一つとされることがある。毎年正月三が日には、陸奥国一宮の鹽竈神社と東北地方で一、二を争うほどの初詣客が訪れることで知られる。

## 祭神
倉稲魂神（うかのみたまのかみ・稲荷神）を主祭神とし、相殿に保食神（うけもちのかみ）・稚産霊神（わくむすびのかみ）を祀る。この三柱の祭神を総称し「竹駒稲荷大神」と呼ばれている。これら三柱の神々は、人間生活の基礎である衣食住を守護する神々として崇敬されている。

## 立地
当社は、宮城県南東部の旧名取郡南部の仙台平野にあり、東流する阿武隈川左岸（北岸）に位置している。当社の所在地である岩沼は、畿内を始点にして東進する東山道（岐阜・塩尻・高崎・宇都宮を経由する）と東海道（名古屋・浜松・東京・水戸を経由する）の双方が、初めて合流する地点である。ここから宮城郡北部の松島丘陵まで両者は合流したまま北上し、陸奥国府・多賀城（関ヶ原以後は仙台）で分岐する。
このため、当社は、太平洋岸ルートと内陸ルートの2本の主要幹線が分岐・合流する交通の要衝に創建され、畿内政府や奥州藤原氏や伊達氏など、当地を支配した歴代の統治者に重視されてきた。

## 歴史
社伝では、承和9年（842年）6月に小野篁が陸奥国司として赴任した際、伏見稲荷を勧請して創建したと伝える。後冷泉天皇の治世（1045年 - 1068年）に陸奥国を歴遊中の能因が、竹駒神社の神が竹馬に乗った童の姿で示現したとして、当社に隣接した寶窟山に庵を結び、これが後に別当寺の竹駒寺となり山号の由来となった。戦国時代には衰微していた当社に伊達稙宗が社地を寄進するなど、伊達家の崇敬を受け発展した。文化4年（1807年）には正一位の神階を受けた。
もともと岩沼の地には武隈館（または陸奥館、後の鵜ヶ崎城）と呼ばれる館があり、藤原元良、源満仲、橘道貞、橘孝義といった歴代の陸奥守が住んでいた事が「奥儀抄」や「袖中抄」に書かれており（「竹駒神社縁起記」）、小野篁がこの地に創建した関連が見てとれる。
明治政府の神仏分離により、明治2年（1869年）、竹駒寺は少し離れた現在地に移転し、真言宗智山派となった。この際、国家神道の流れの中で、明神思想に基づく、武隈明神が否定され、これ以降、稲荷神が主祭神とされた。明治7年（1874年）、竹駒神社は県社に列格した。
かつての社殿は、1710年に仙台藩の5代藩主伊達吉村によって造営されたもので、市の文化財に指定されたが、平成2年（1990年）11月21日未明、革労協の放火により焼失し、平成6年（1994年）に再建された。
「竹駒」という社名は、現岩沼市域の旧称「武隈」の転訛であり、もともとは、市内を流れる阿武隈川に由来する。

## 境内
- 参道・随神門（楼門）- 文化9年（1812年）の建立。随神門内部には随神像と神狐像が安置されている。1990年5月11日に岩沼市有形文化財に指定[8]。

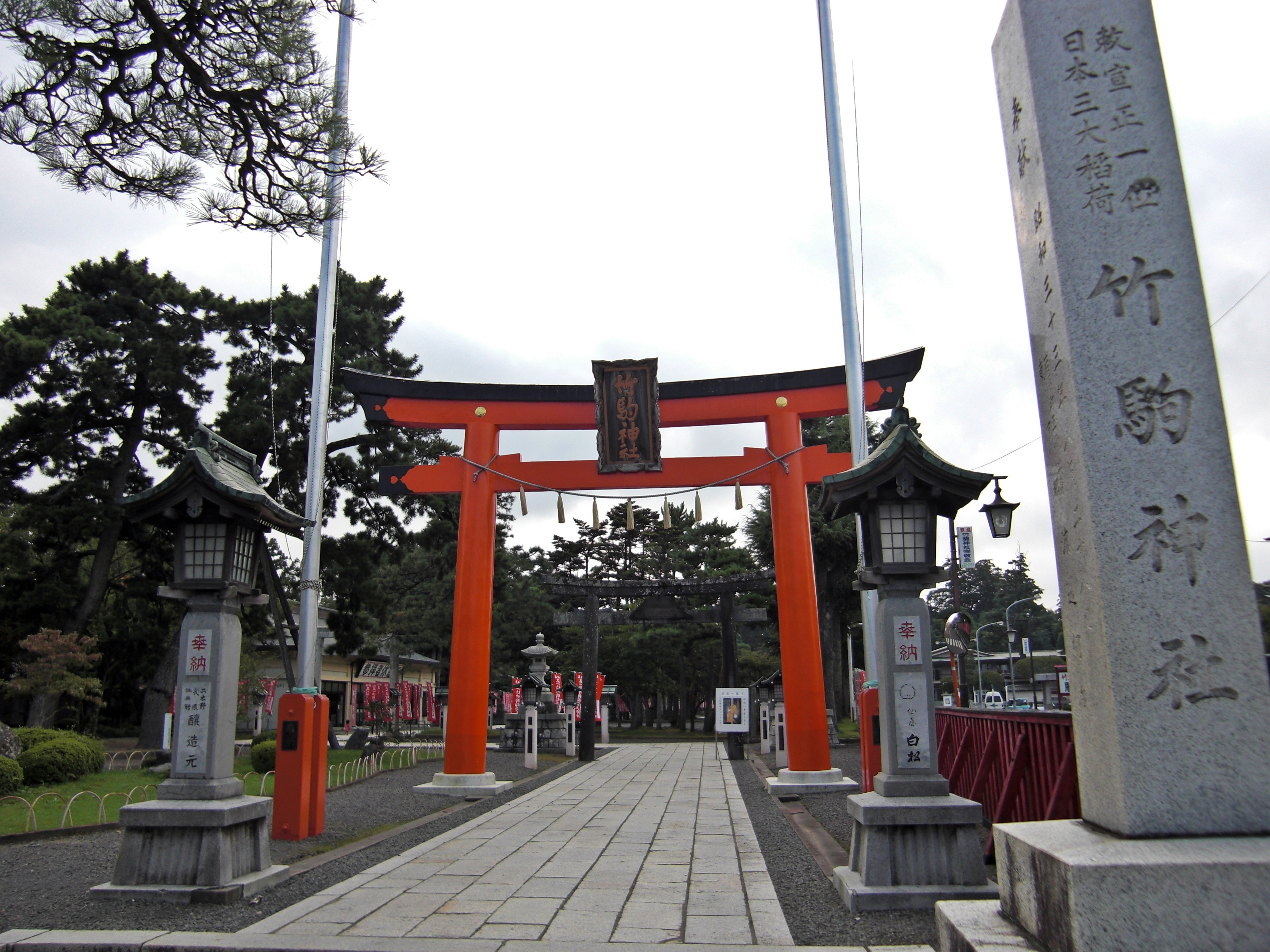
表参道鳥居
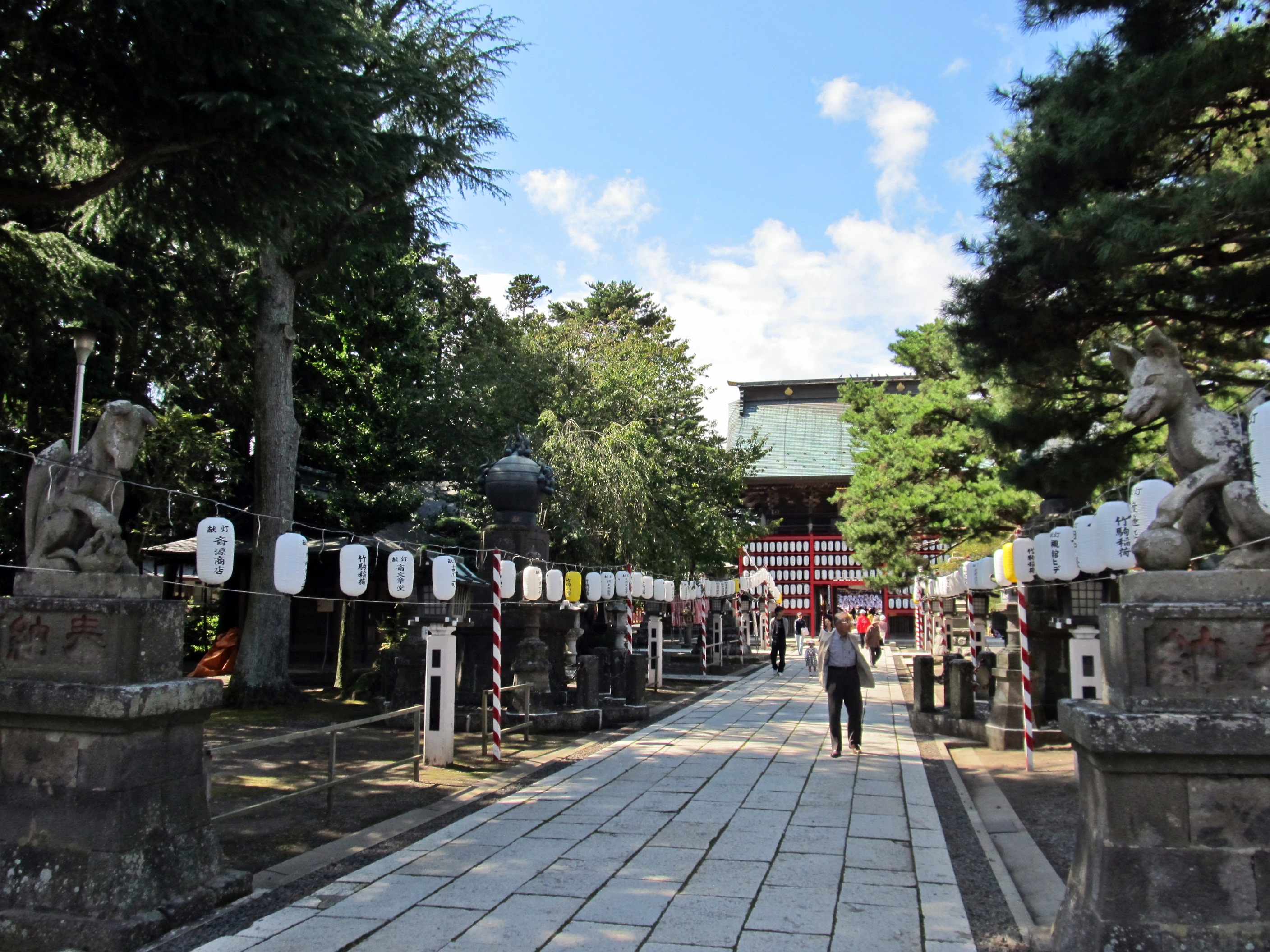
表参道（2011年9月）
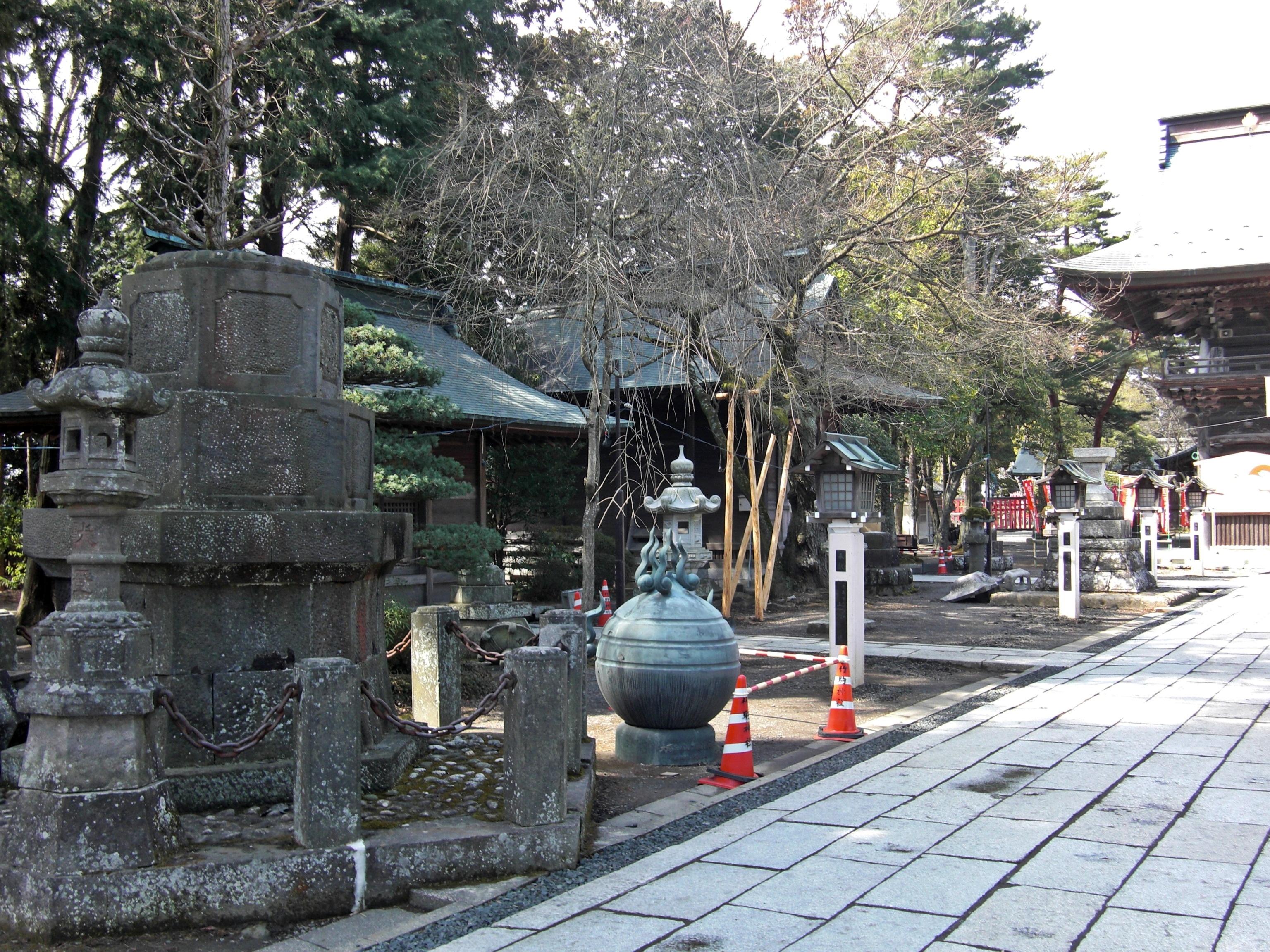
東日本大震災12日後（2011年3月23日）の表参道 火焔宝珠像が落下している
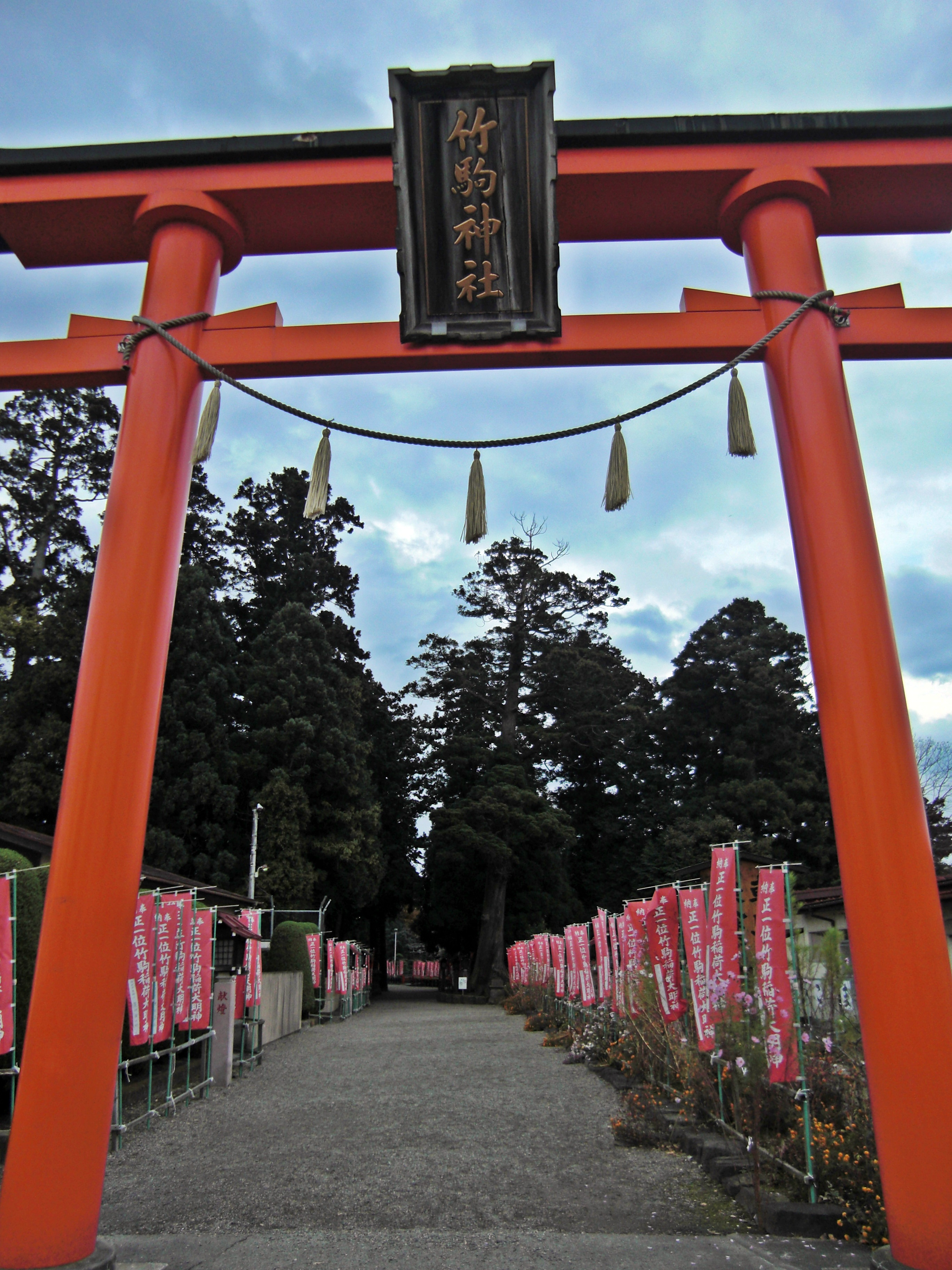
裏参道鳥居
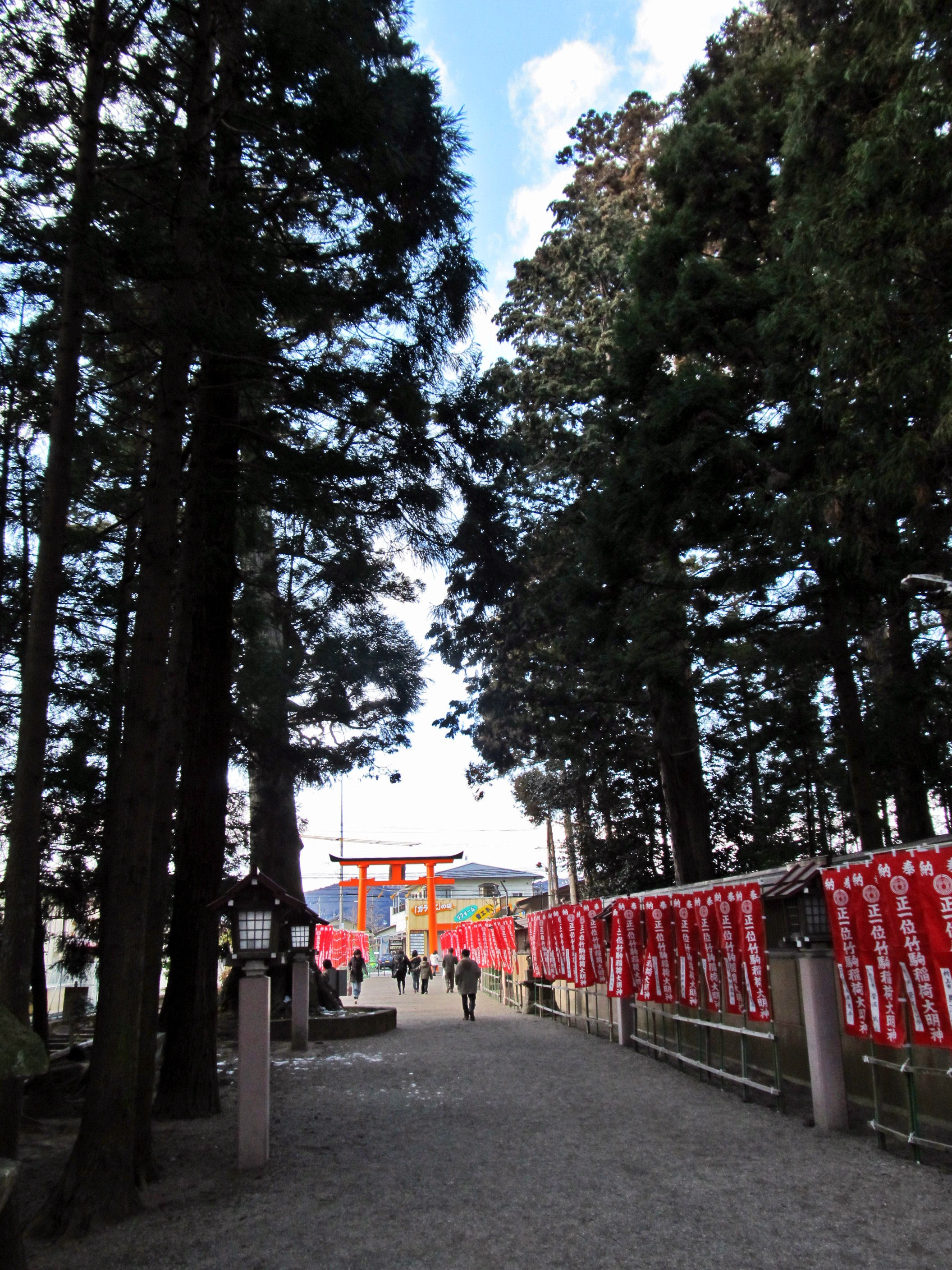
裏参道
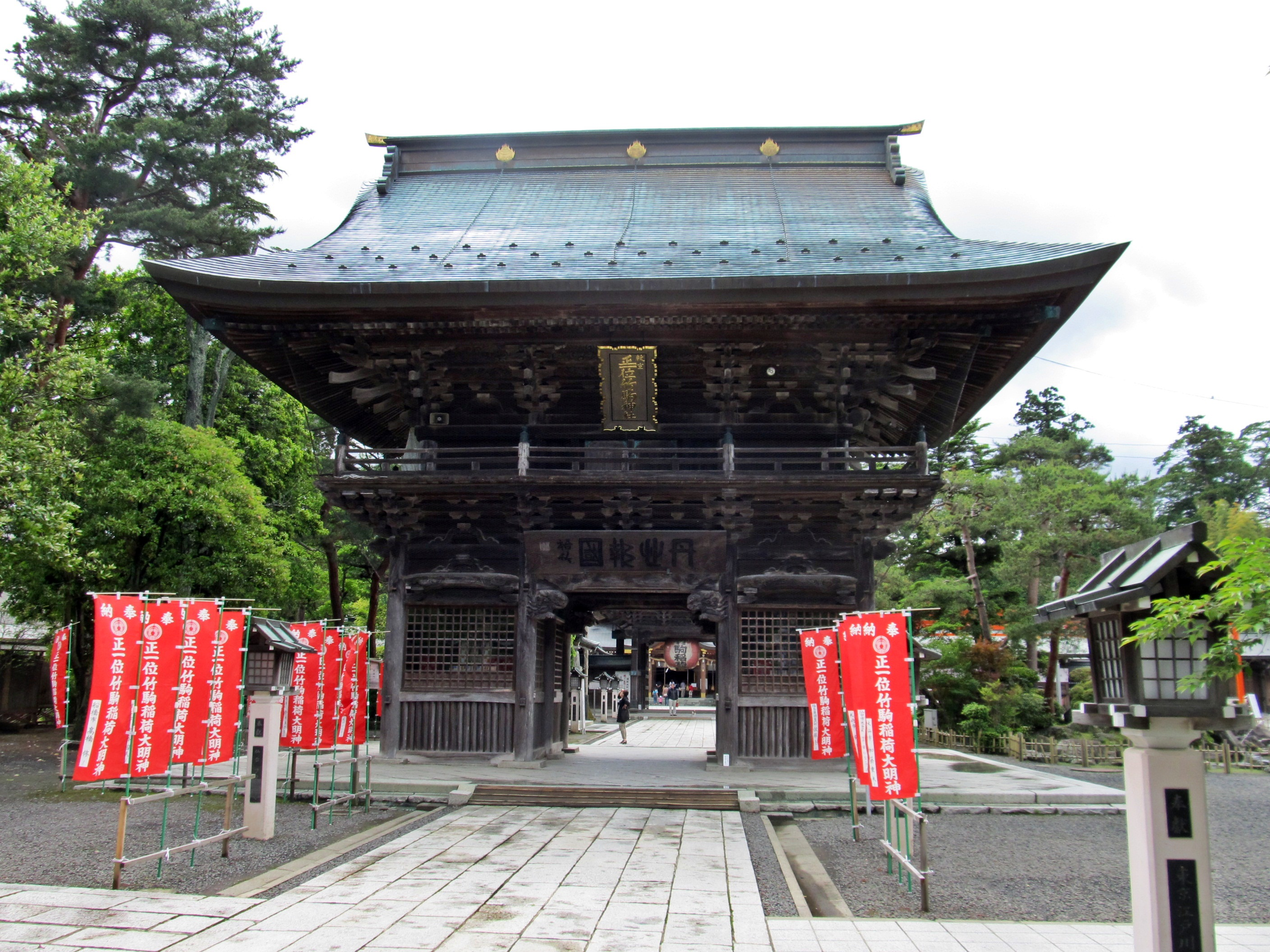
随神門

- 向唐門（むかいからもん） - 屋根を向唐破風形式とする四脚門で、柱間寸法は梁行・桁行とも5.4メートル。天保13年（1842年）建立、総欅造り。1990年5月11日に岩沼市有形文化財に指定[8]、2019年2月26日に宮城県指定有形文化財[9]。

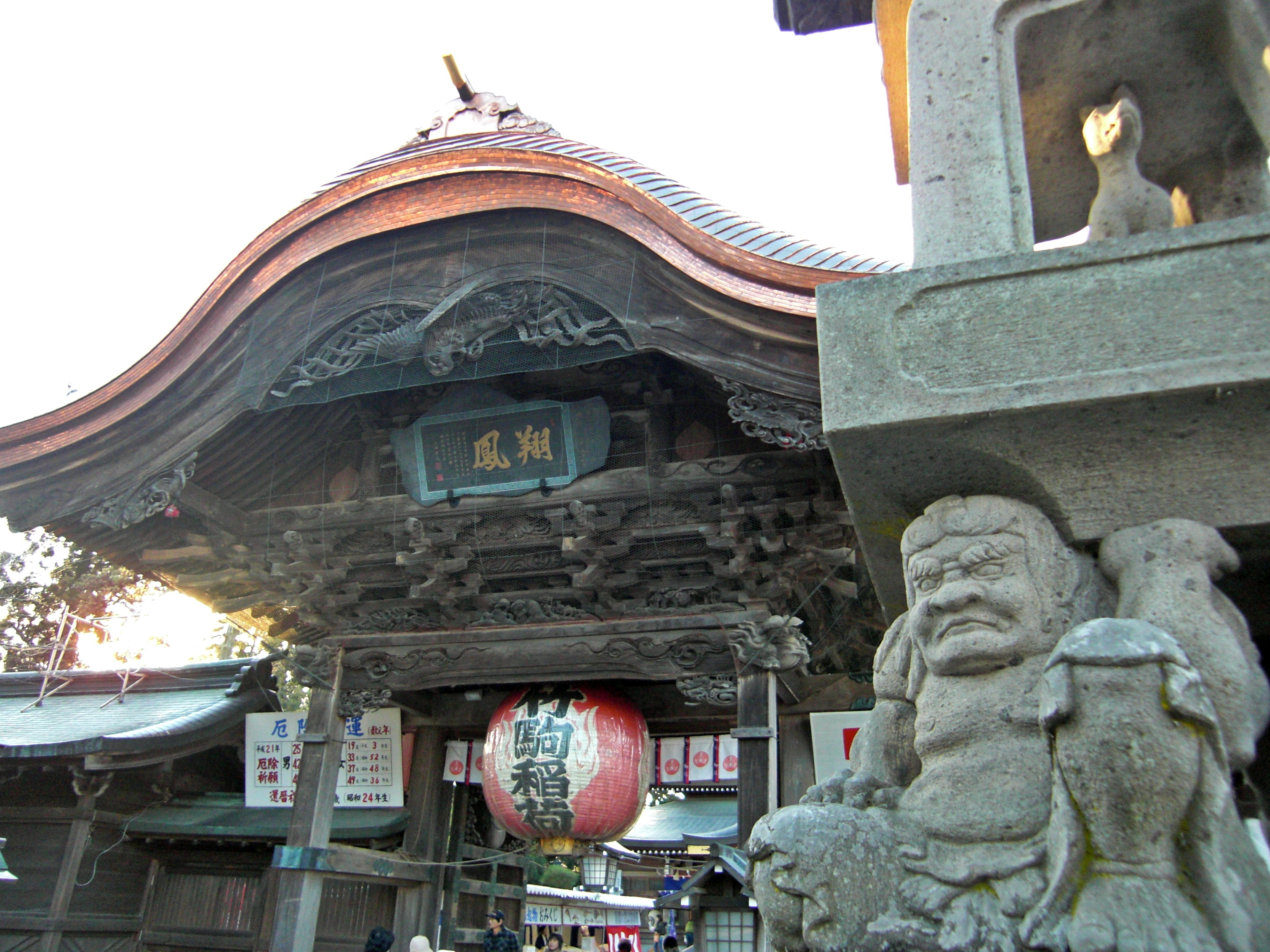
向唐門
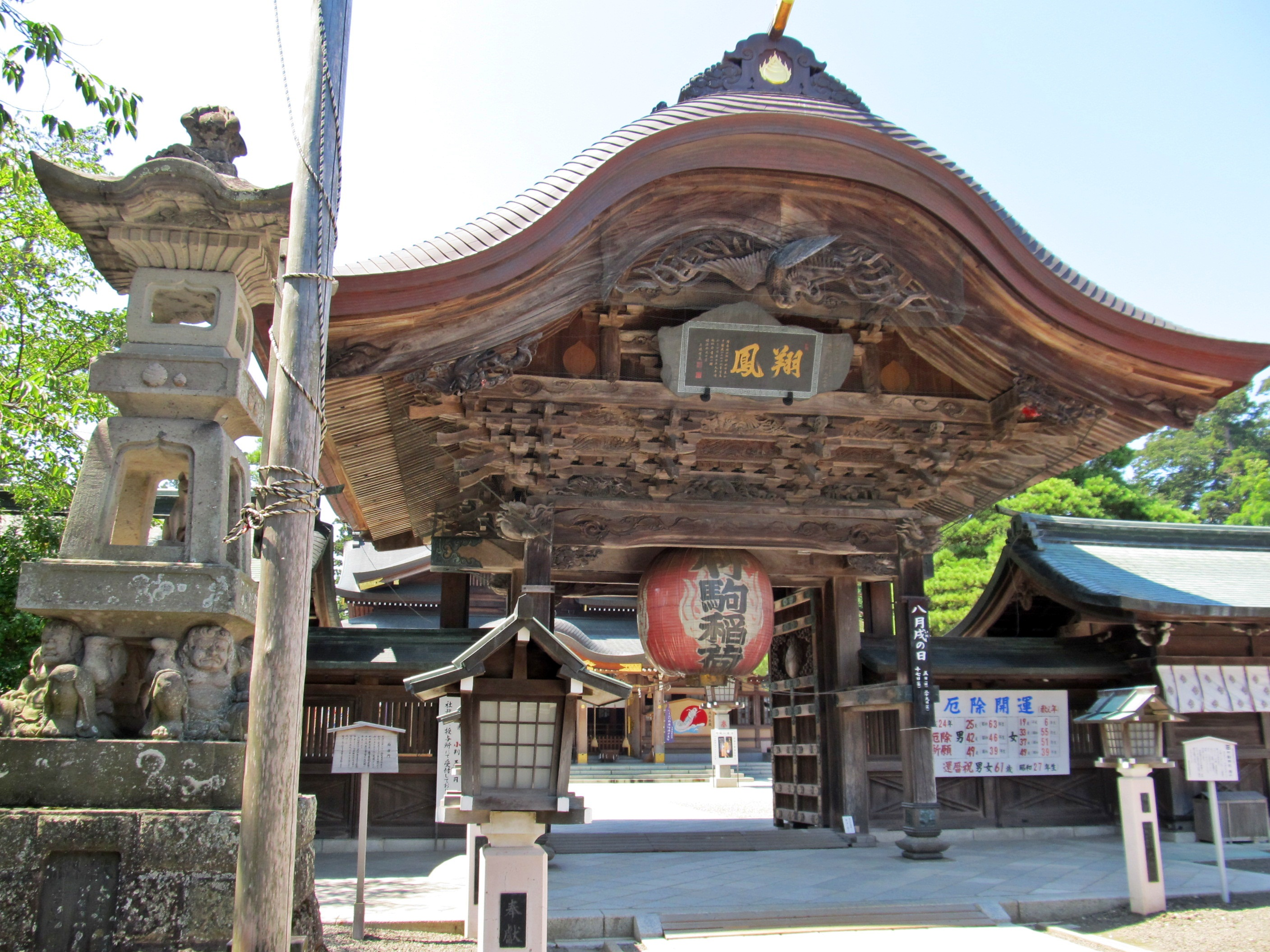
向唐門

- 社殿（拝殿・幣殿・三間社流造の本殿）

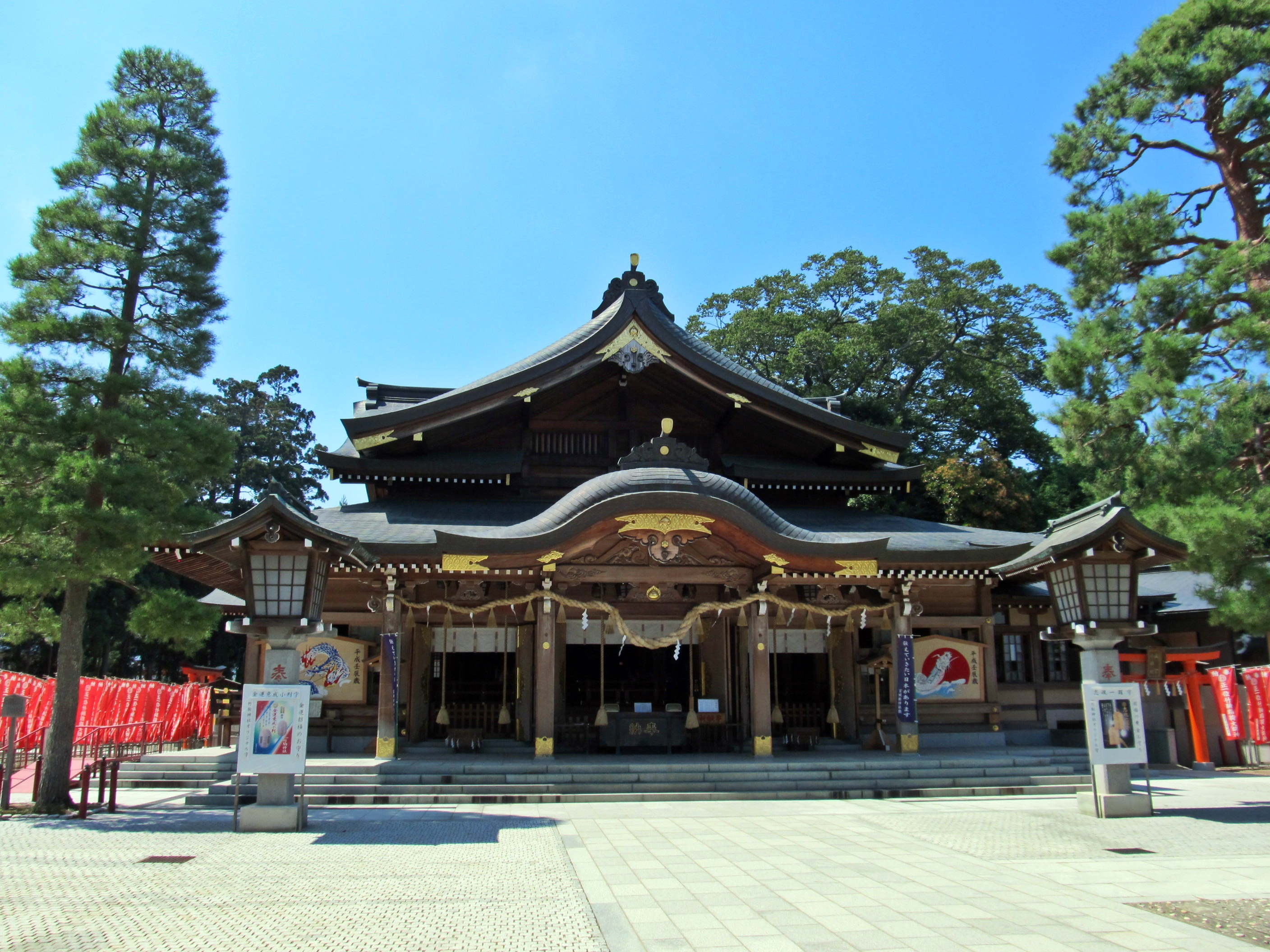
竹駒神社拝殿（2012年8月）
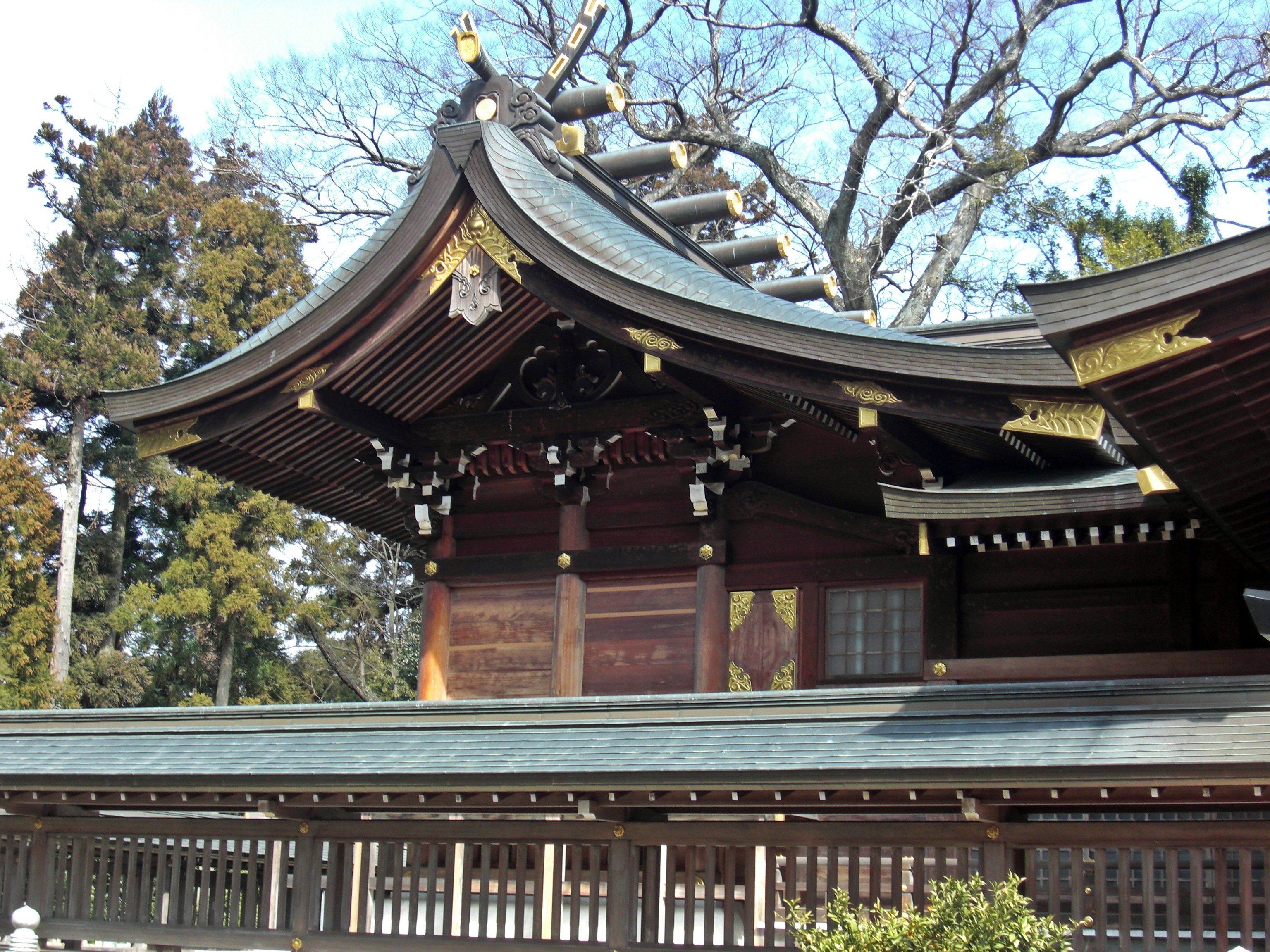
三間社流造の竹駒神社本殿
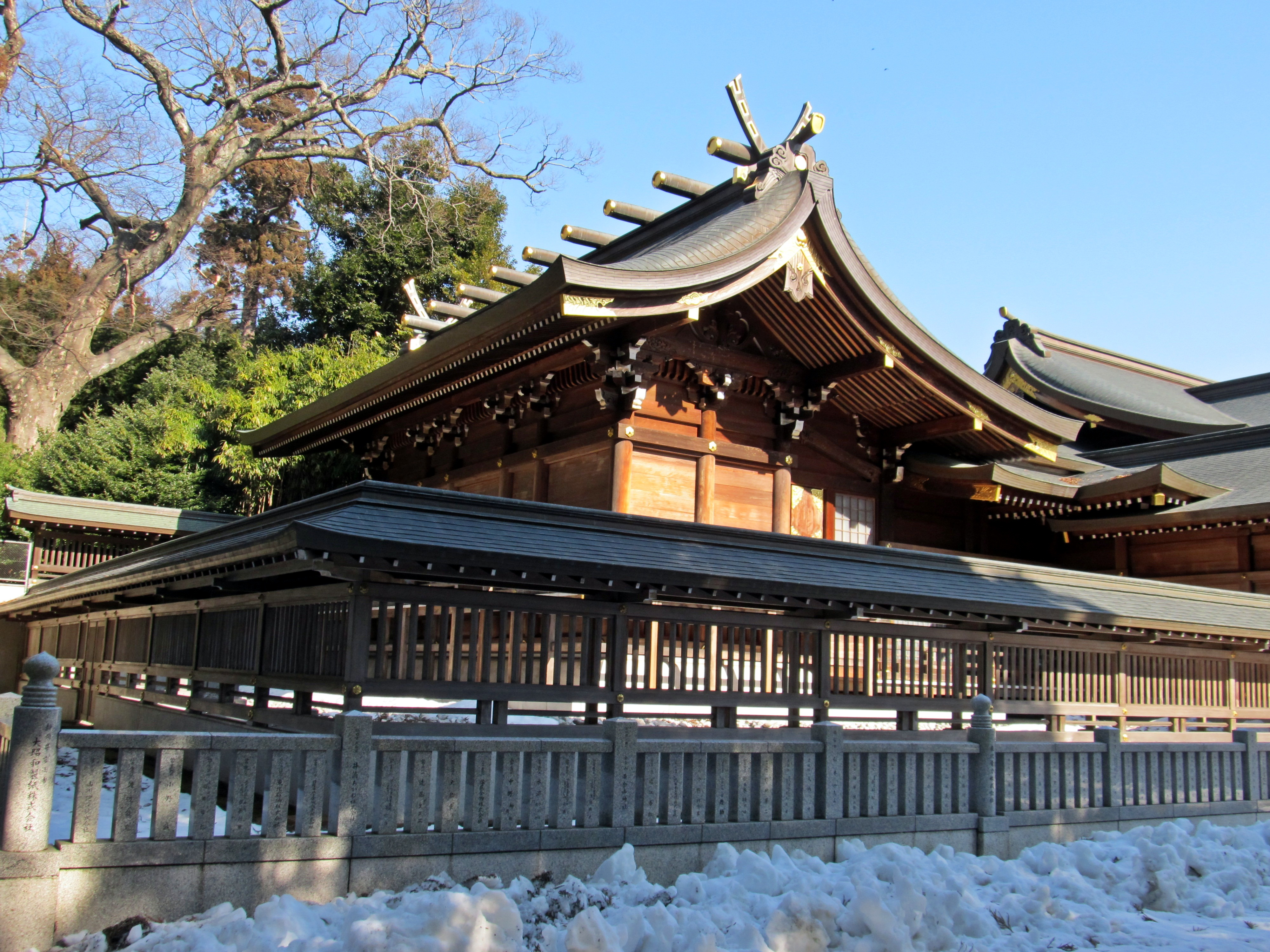
三間社流造の竹駒神社本殿後部

- 社殿の南側には境内社が鎮座している。
  - 北野神社（祭神：菅原道真）
  - 秋葉神社（祭神：火産霊神）
  - 出雲神社（祭神：大国主神・蛭子神、昭和31年（1956年）建立の大社造の社殿で、出雲大社の本殿の8分の1の大きさのもの）
  - 総社宮（祭神：管内の全神社の祭神、現社殿は天保14年(1843年）に建立、2020年2月13日に岩沼市有形文化財に指定[10]）
  - 八幡神社（祭神：応神天皇、社殿は享保12年(1727年）に建立、2020年2月13日に岩沼市有形文化財に指定[10]）
  - 愛宕神社（祭神：迦具土神、社殿は享保12年に建立、2020年2月13日に岩沼市有形文化財に指定[10]）

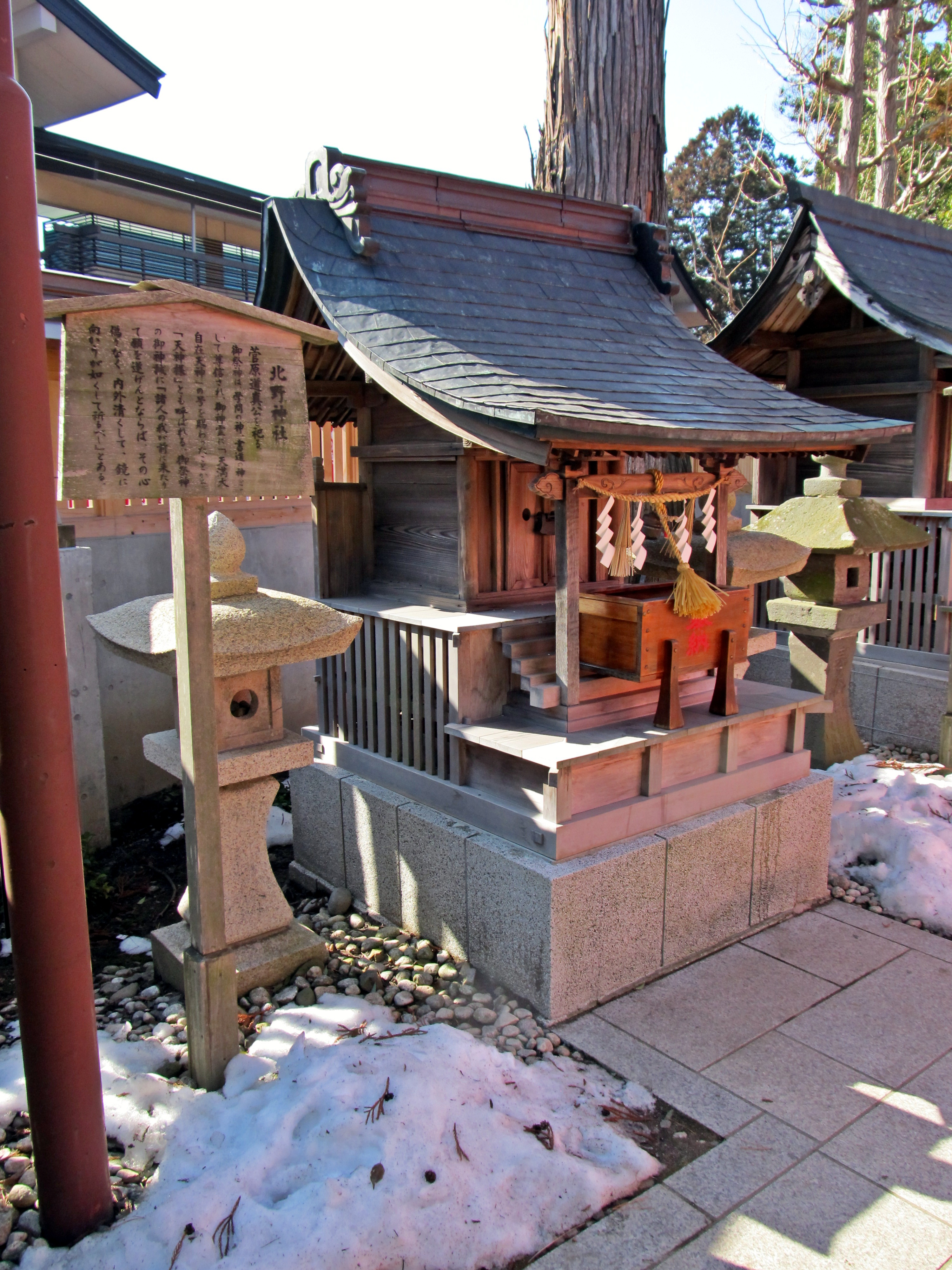
北野神社
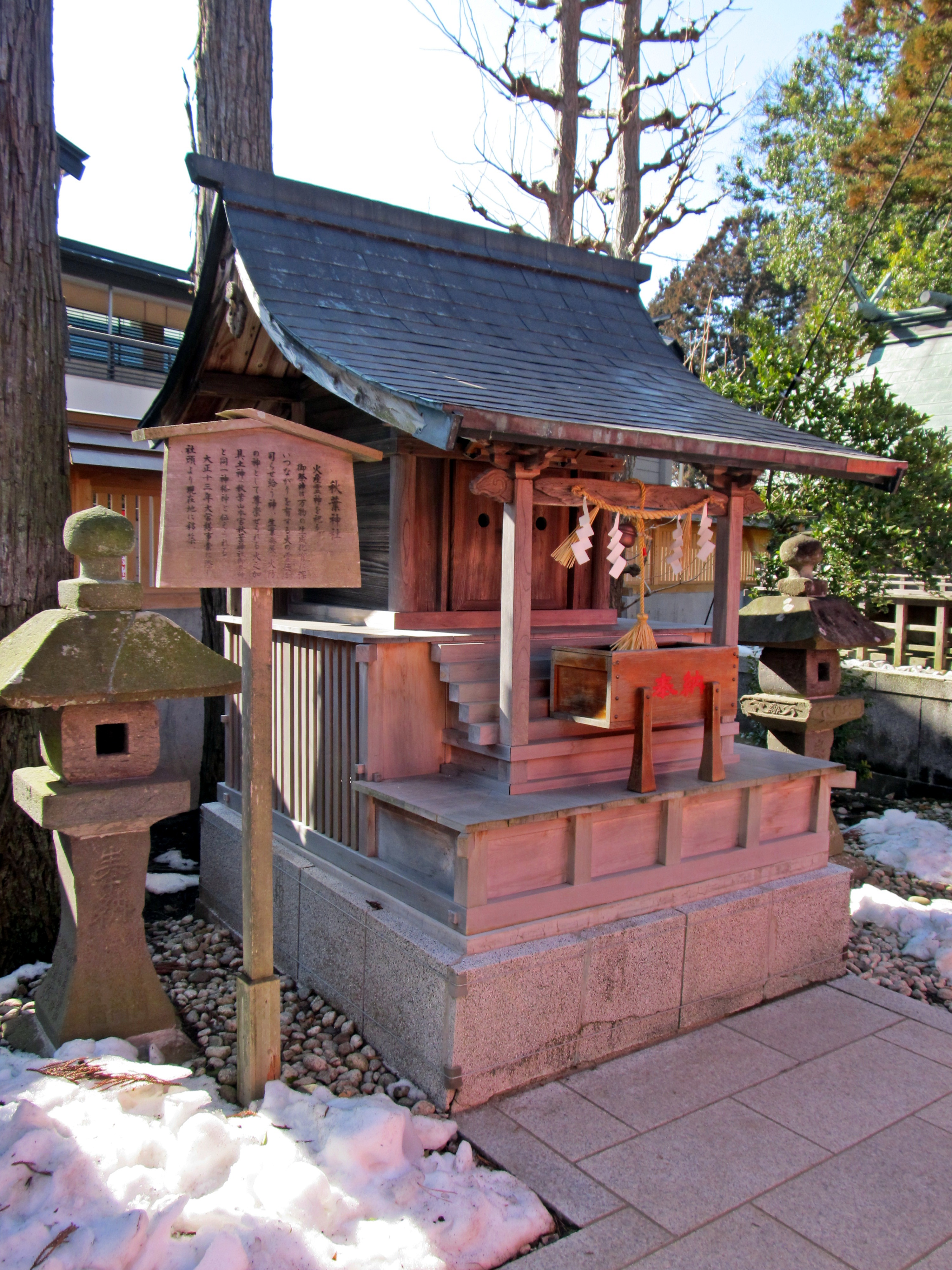
秋葉神社
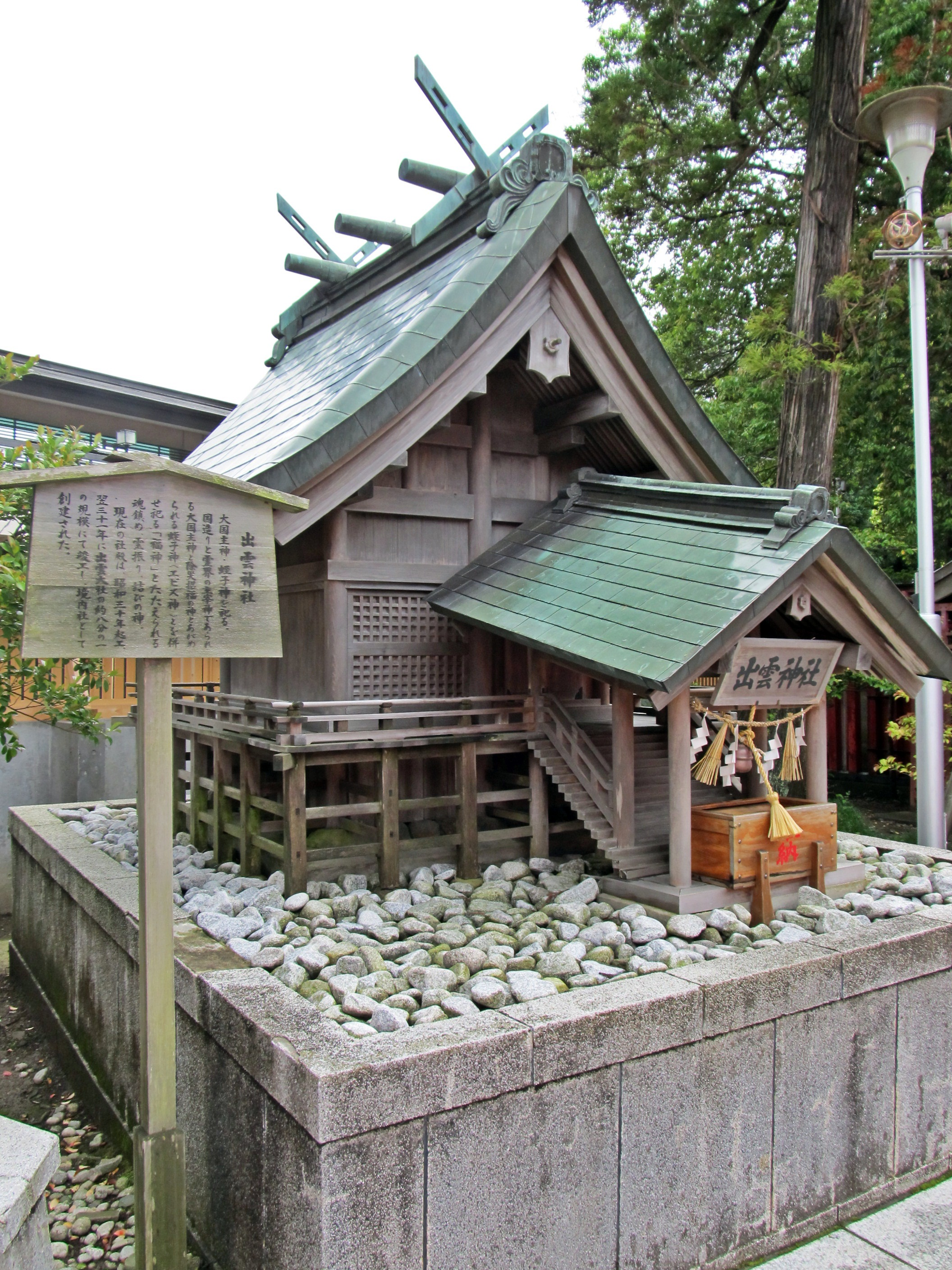
出雲神社
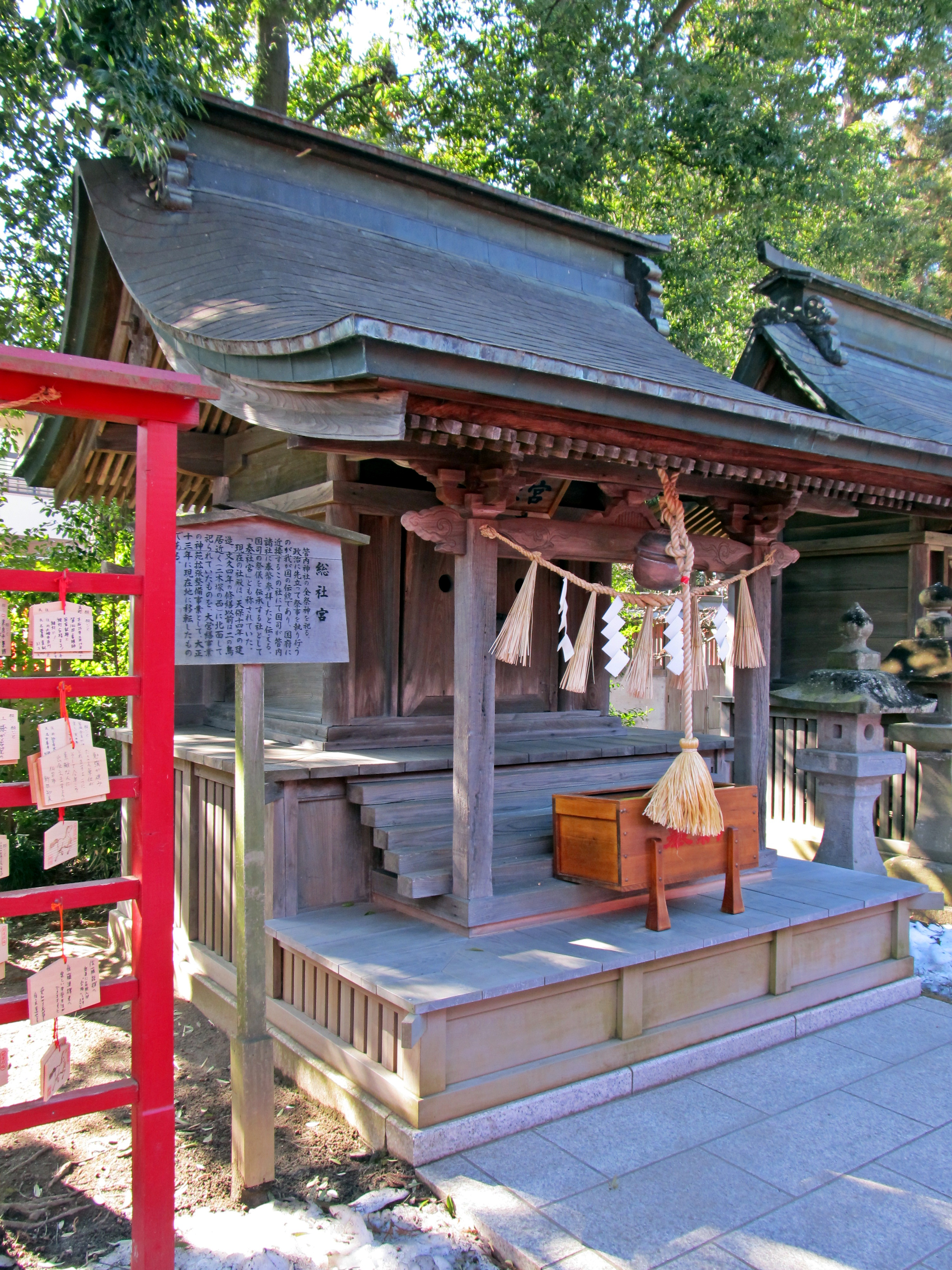
総社宮
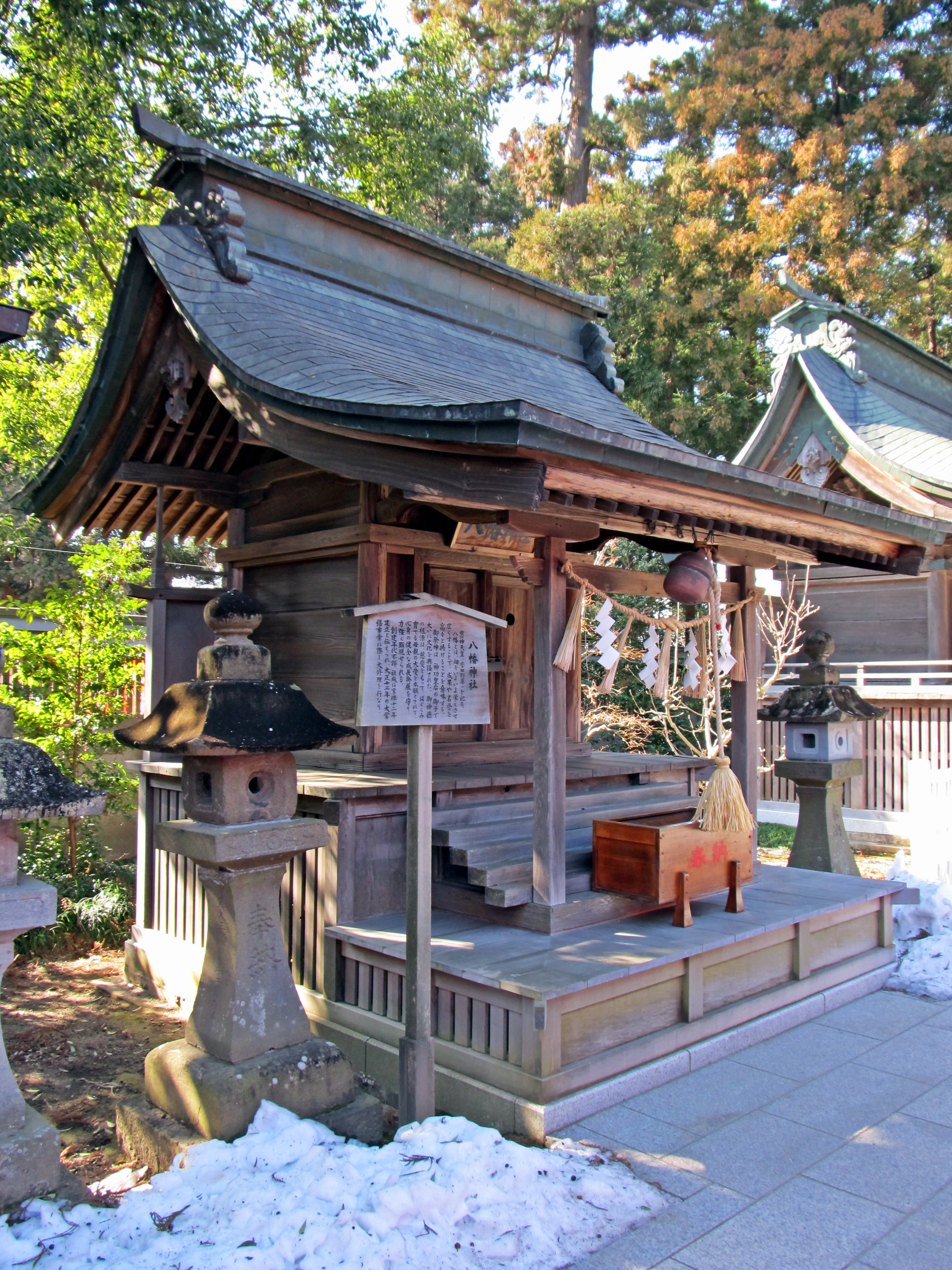
八幡神社
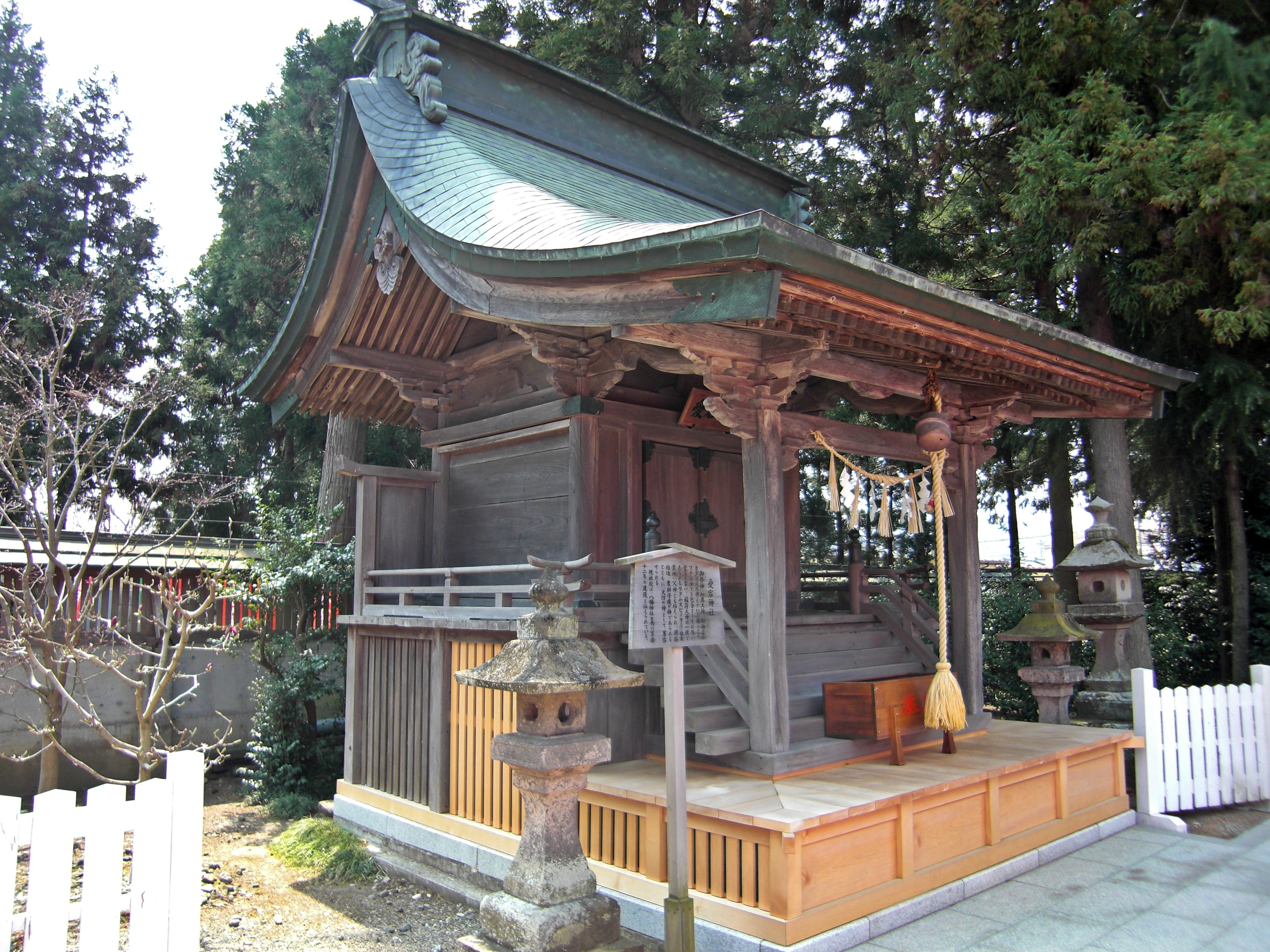
愛宕神社

- 拝殿の地下には通路があり、そこには放火事件消失前の竹駒神社元宮跡地がある。

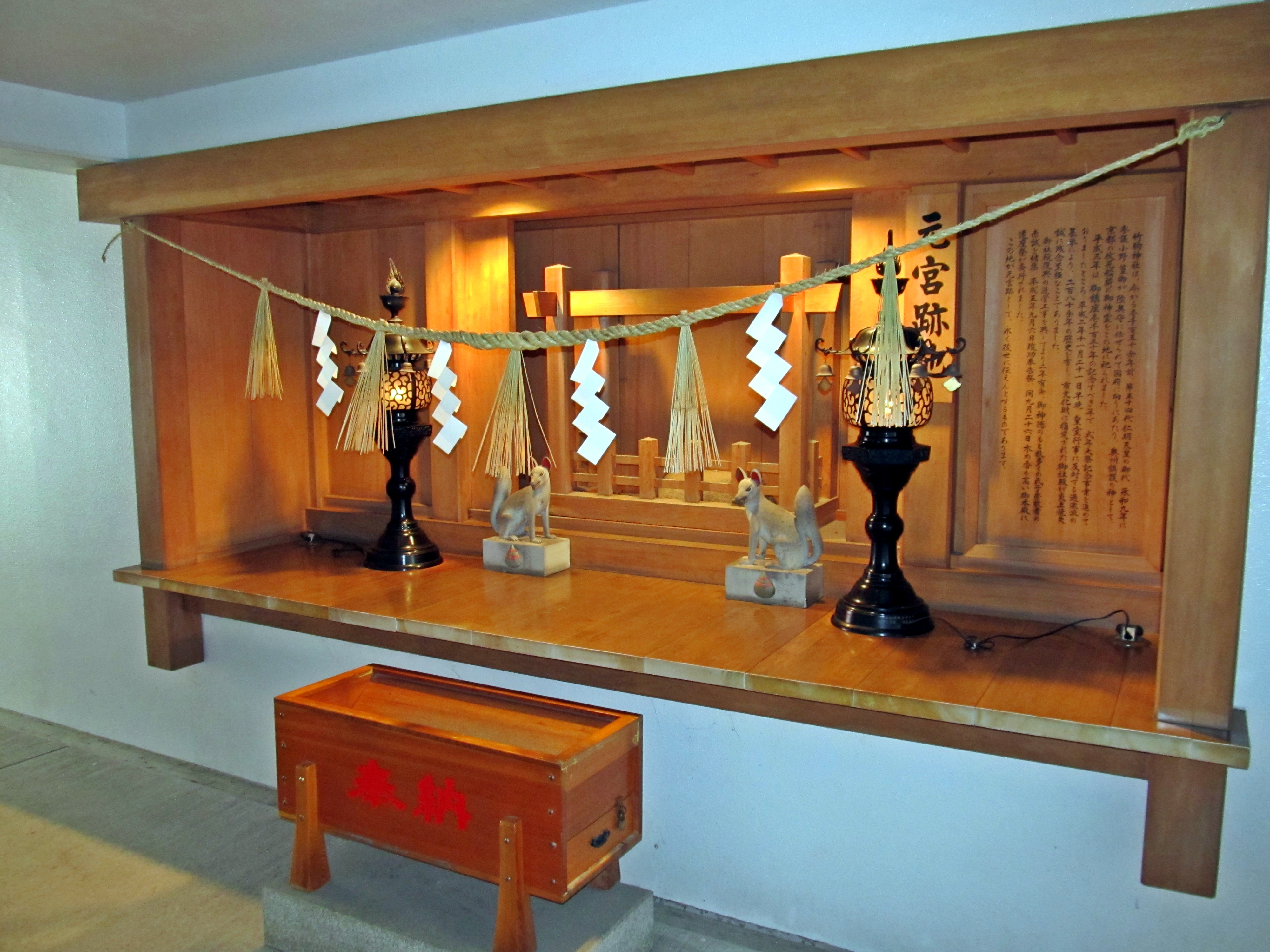
竹駒神社元宮跡地

- 元宮跡地の北側には、命婦社(祭神：稲荷大神の神使である神狐）と竹駒神社奥宮が鎮座している。

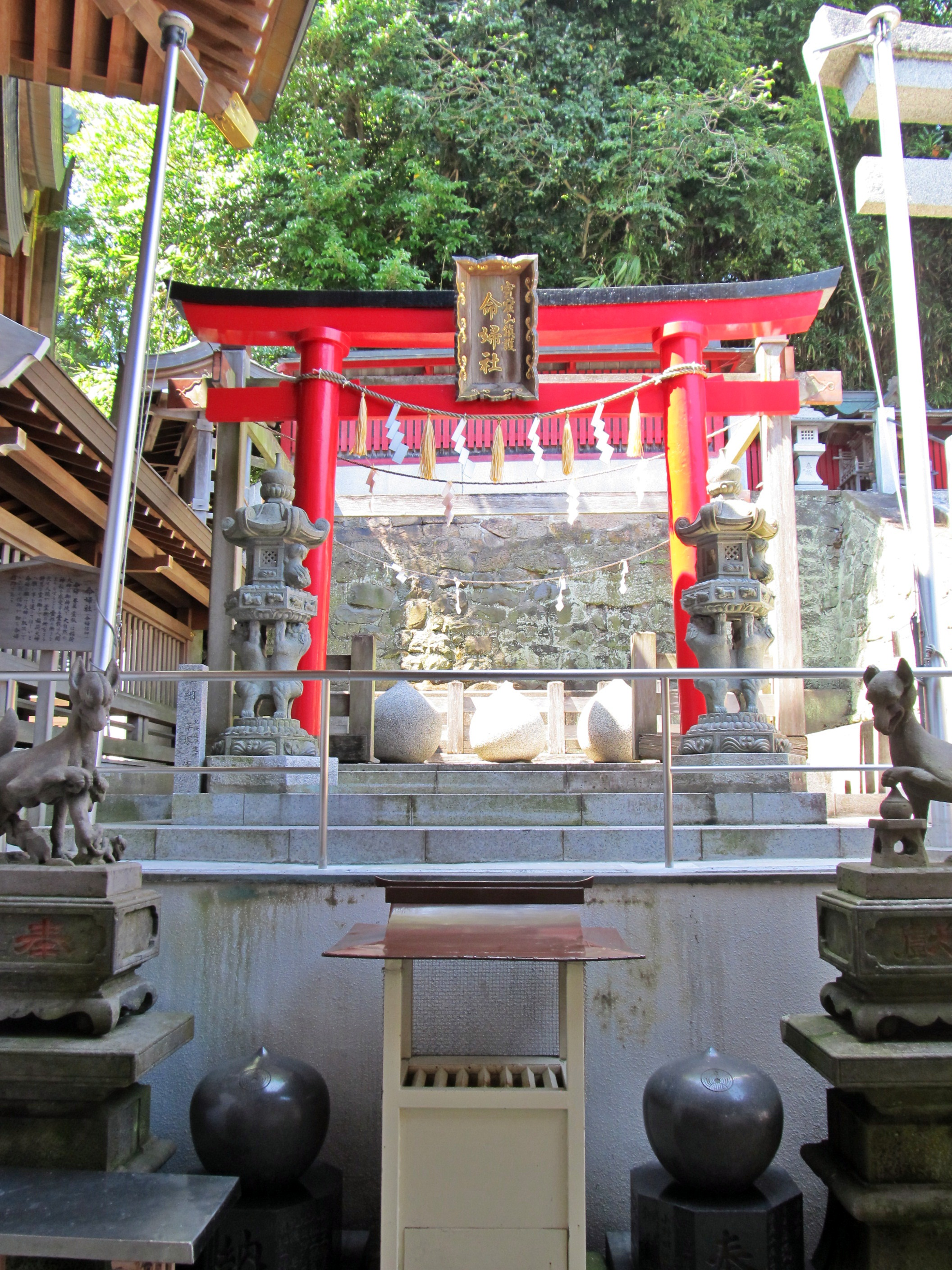
命婦社
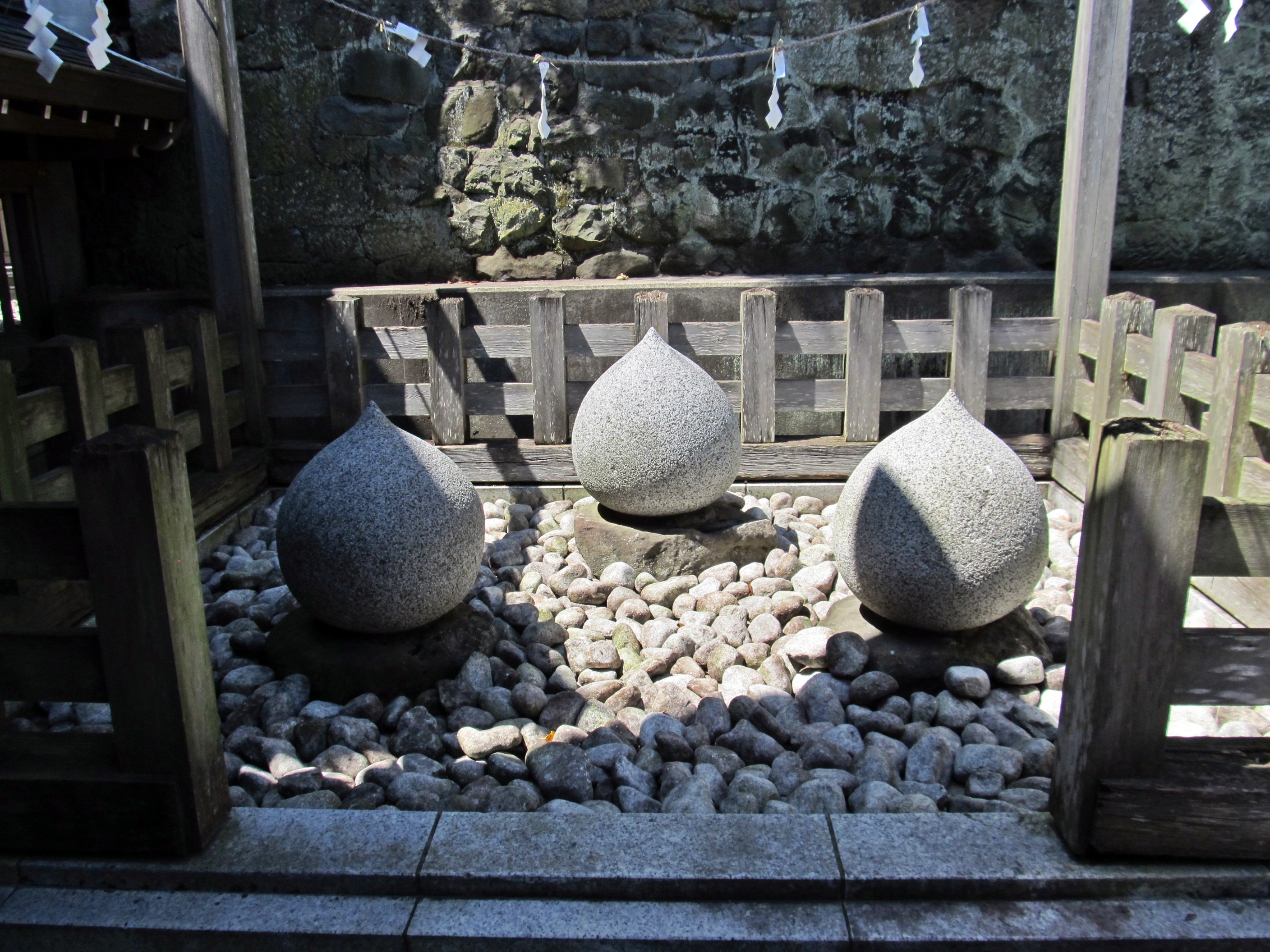
命婦社の石祠 三つの如意宝珠は竹駒神社の三柱の祭神を表わすという。
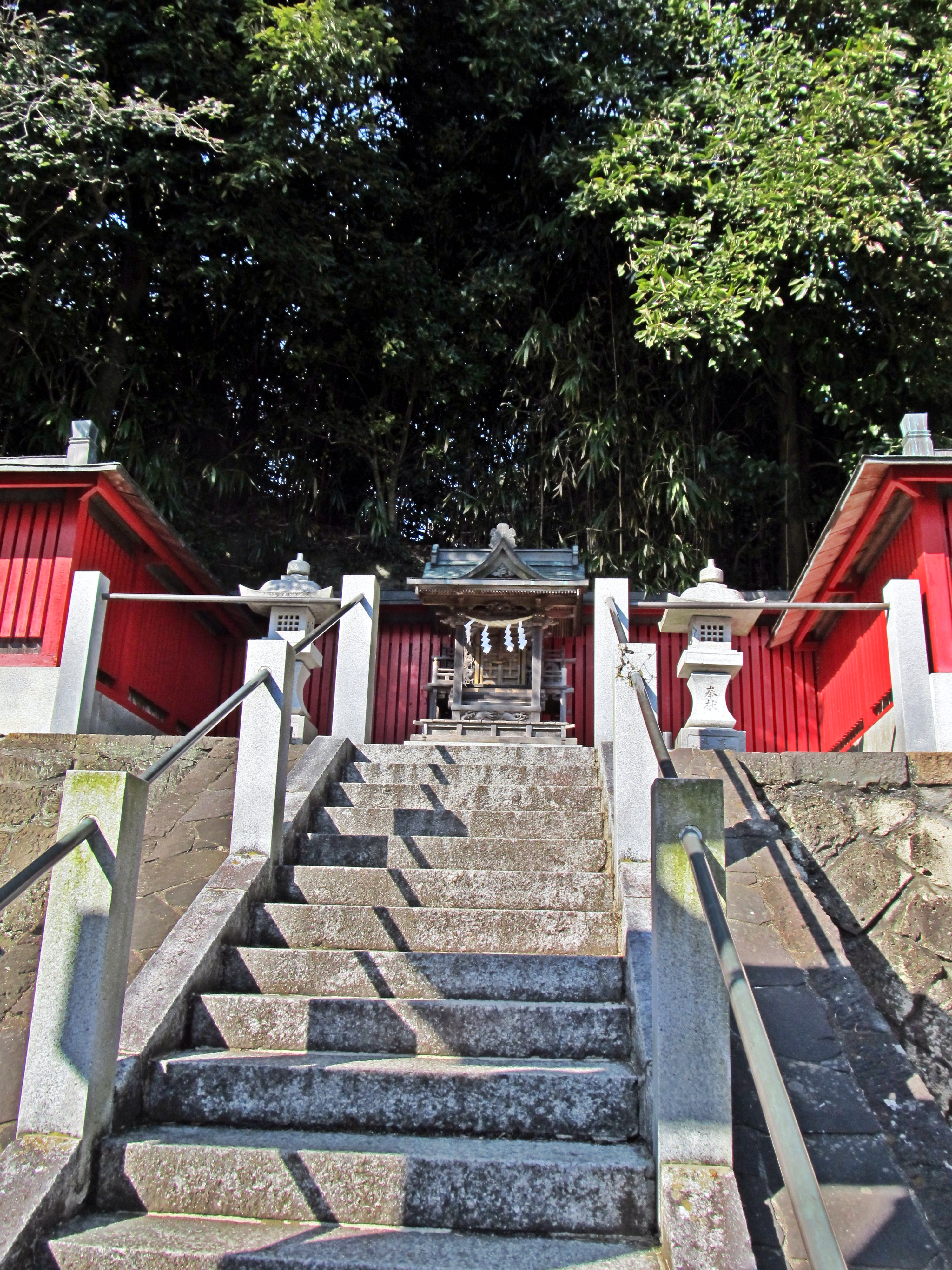
竹駒神社奥宮への参道
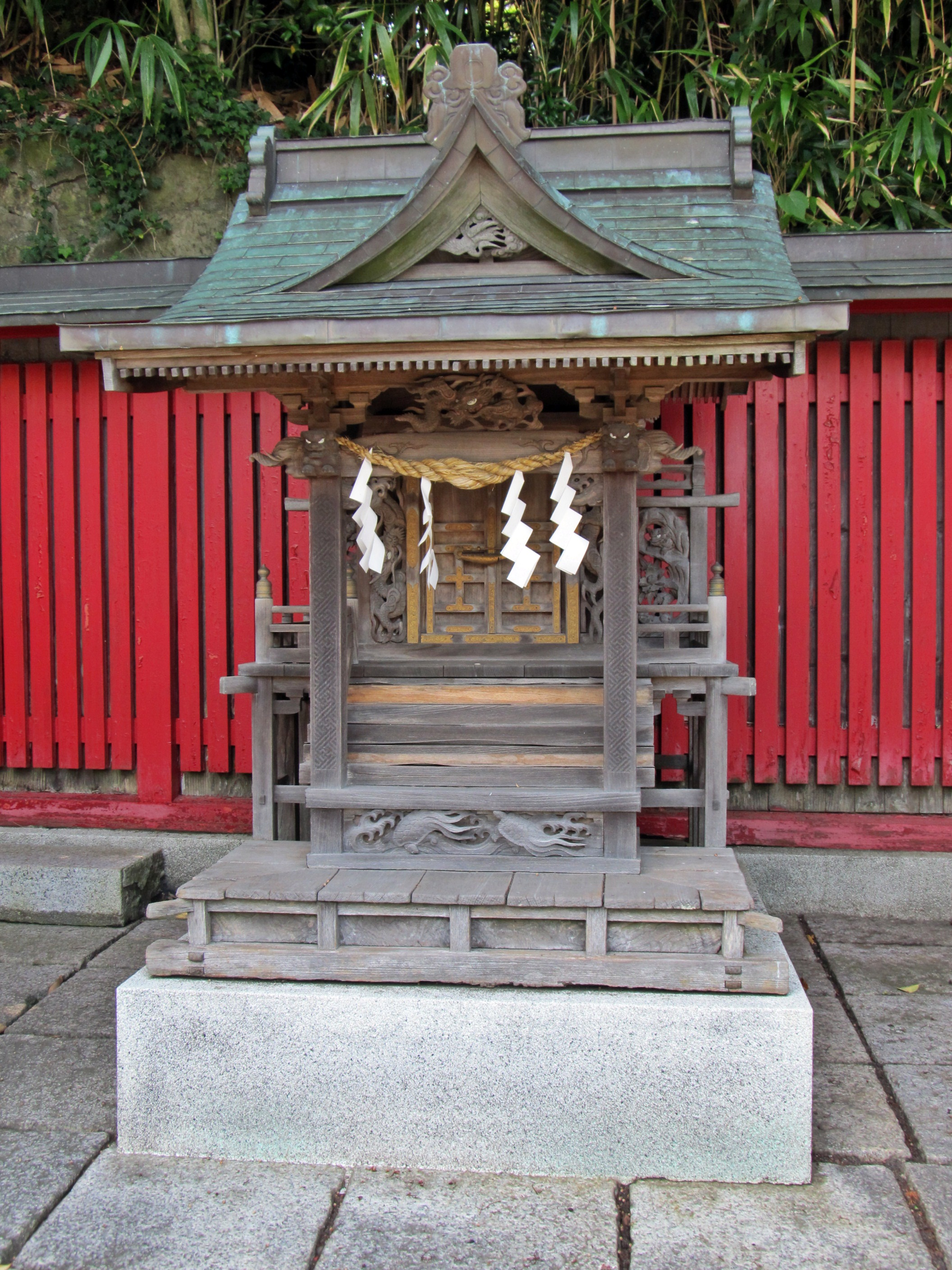
竹駒神社奥宮

- 境内南側には御神田があり、宇賀神社（祭神：宇迦之御魂神）の社殿が祀られている。

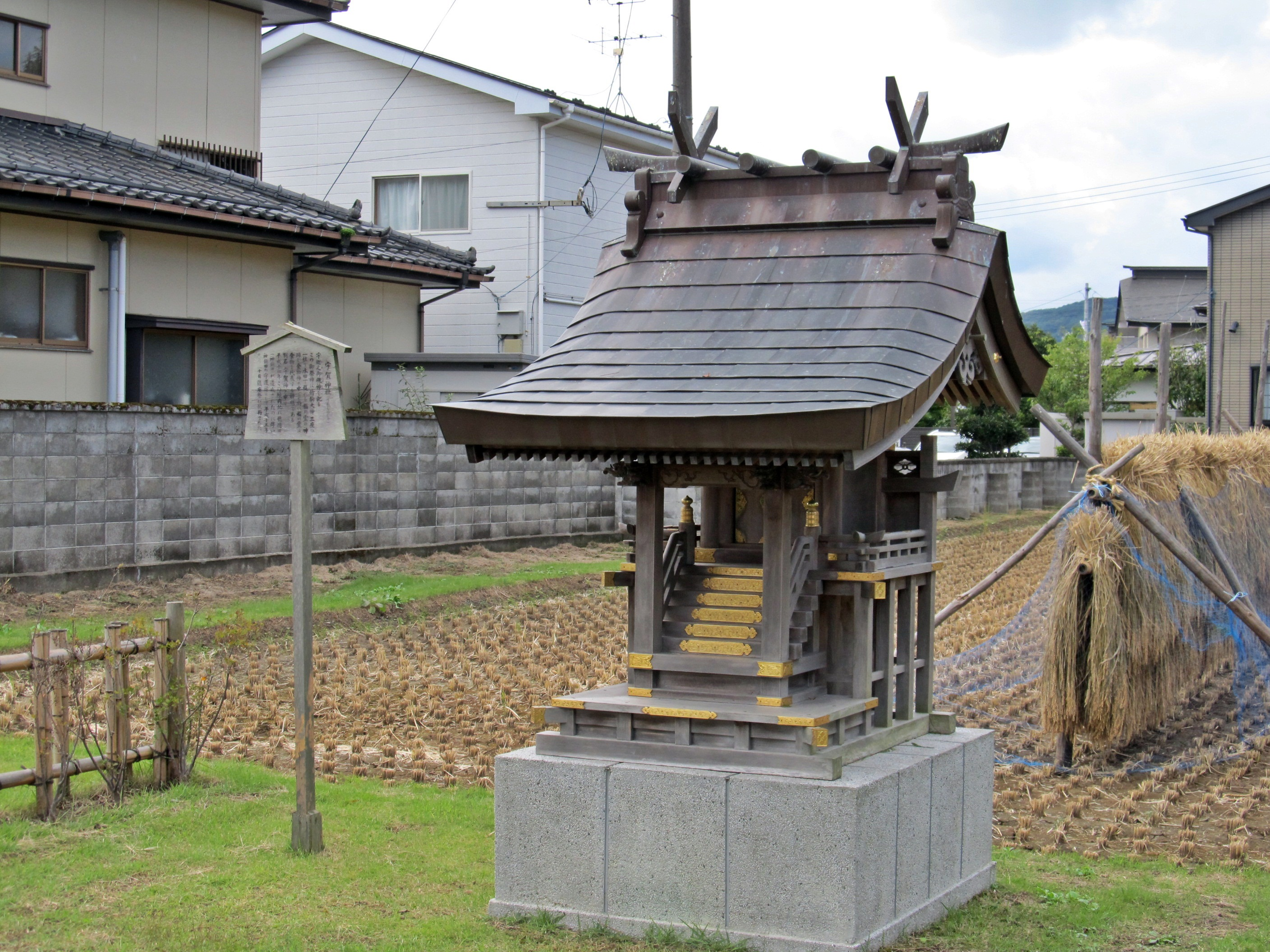
宇賀神社と御神田

- その他に、境内には授与所、参集殿、馬事資料館（正月三が日と初午大祭期間中に開館）、弓道場などの施設がある。

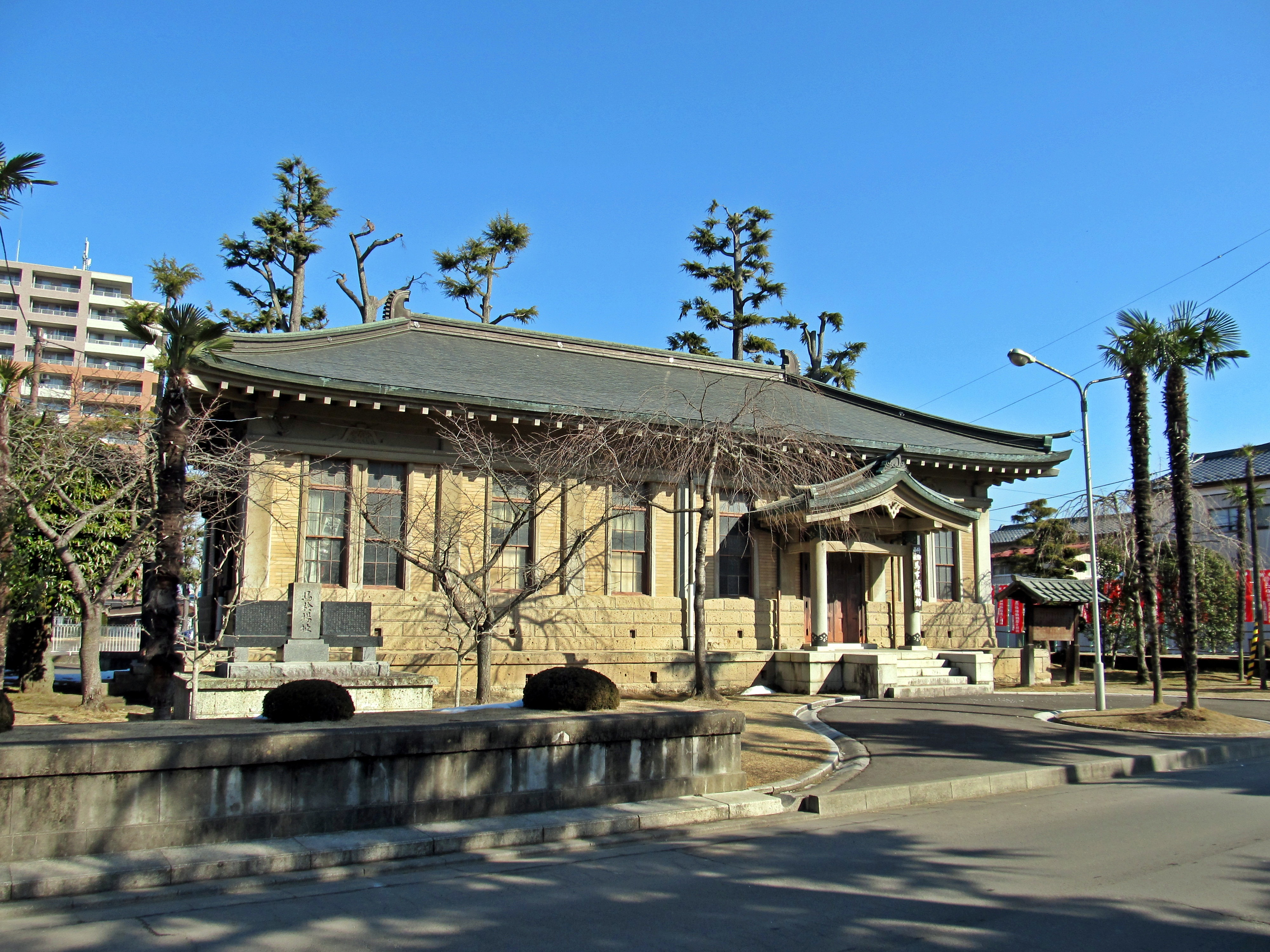
竹駒神社馬事資料館

## たけこま市場
2022年9月23日、竹駒神社の参拝者休憩所を改装し、ラーメン店「沼田商店 麺組」と地場産品販売店が入る「たけこま市場」が開業した。2019年から竹駒神社境内で朝市を催していた地元有志を中心に計画され、参拝者休憩所を借り受ける形で店舗が開設されることになり、一般社団法人ウイズユー（岩沼市）が運営する。